# Neobisium umbratile
Neobisium umbratile är en spindeldjursart som beskrevs av Beier 1938. Neobisium umbratile ingår i släktet Neobisium och familjen helplåtklokrypare. Inga underarter finns listade i Catalogue of Life.